# Johanna Jacoba van Beaumont

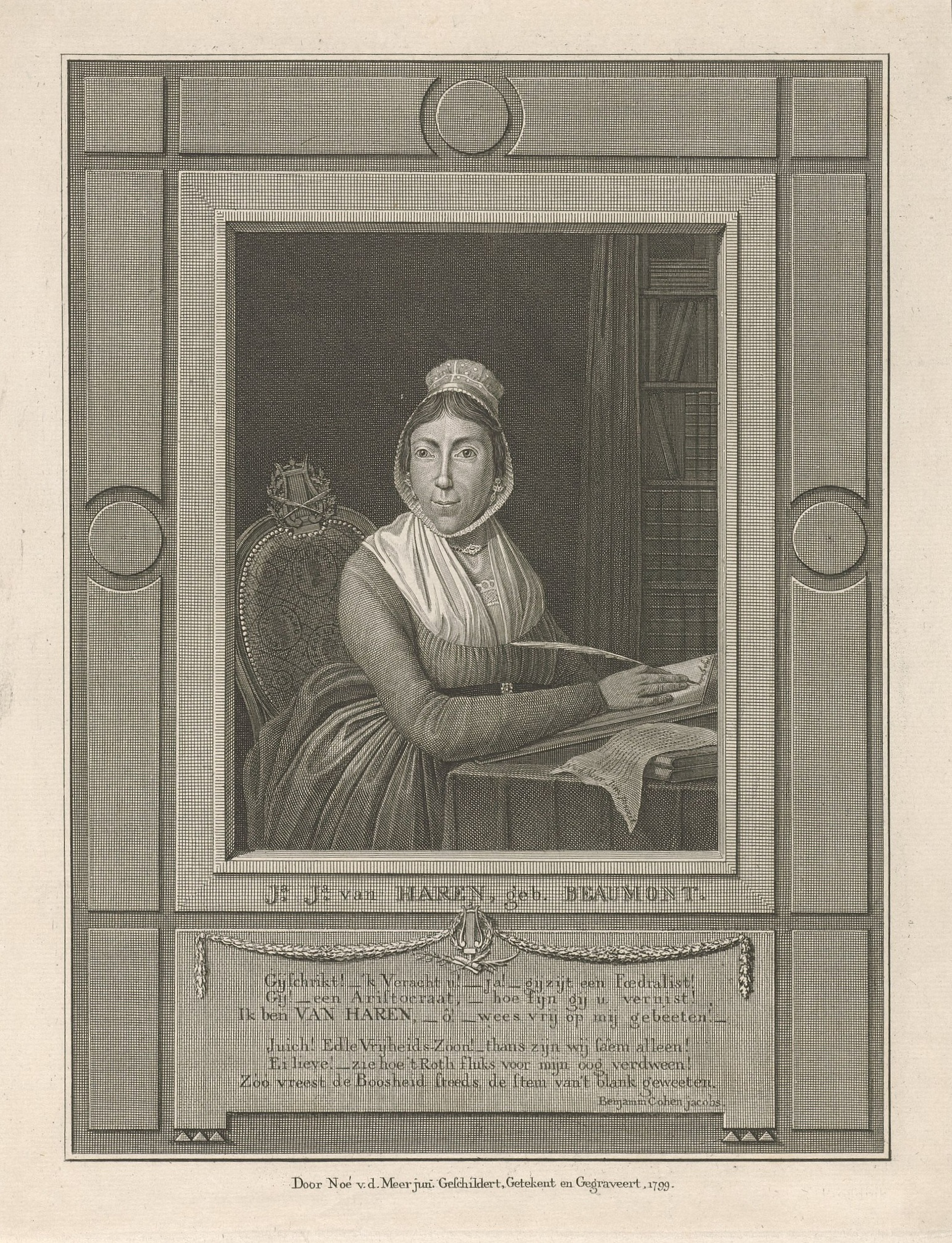
Johanna Jacoba van Beaumont

Johanna Jacoba van Beaumont, född 1752, död 1827, var en nederländsk journalist, feminist och agitator. 
Hon tillhörde den grupp av radikala demokratiaktivister som bedrev demokratisk agitation och opinion i tidskriften Nationaale Bataafsche Courant efter den bataviska republikens inrättande 1795. Då den nya konstitutionen skulle skrivas 1797 organiserade hon en namninsamling till stöd för ett demokratiskt centraliserat system och lämnade in dem till nationalförsalmlingen med tillägget att kvinnorna skulle vara villiga att strida till döden för ett sådant. Hon hade undertecknat det med namnet Catharina, vilket ledde till att hennes kollega Catharina Heybeek 1798 arresterades och dömdes för uppvigling i hennes ställe. 